# U.S. Cup
La U.S. Cup è stato un torneo di calcio amichevole organizzato negli Stati Uniti d'America con cadenza annuale dal 1992 al 2000, ad eccezione del 1994 e del 1998 per la concomitanza con il campionato mondiale di calcio.
Alla competizione ha preso sempre parte la nazionale statunitense. Nel 2001 non si disputò a causa degli attacchi terroristici dell'11 settembre 2001.
La coppa nacque con l'intento di rendere il calcio popolare negli USA in vista del campionato mondiale di calcio 1994, in programma proprio negli Stati Uniti. Il nome del torneo cambiò in Nike U.S. Cup con la stipula di un contratto di sponsorizzazione decennale da 120 milioni di dollari tra Nike, Inc. e United States Soccer Federation, nell'ottobre 1997.
Nel 1995 la federcalcio statunitense istituì anche un torneo femminile, organizzato con cadenza annuale sino al 2002 (tranne che per il 2001).
Il torneo fu disputato per lo più con la formula del girone all'italiana.

## Albo d'oro

### Torneo maschile
| Anno | Campione    | Secondo posto | Terzo posto | Quarto posto |
| ---- | ----------- | ------------- | ----------- | ------------ |
| 1992 | Stati Uniti | Italia        | Irlanda     | Portogallo   |
| 1993 | Germania    | Brasile       | Stati Uniti | Inghilterra  |
| 1995 | Stati Uniti | Colombia      | Messico     | Nigeria      |
| 1996 | Messico     | Irlanda       | Stati Uniti | Bolivia      |
| 1997 | Messico     | Danimarca     | Perù        | Stati Uniti  |
| 1999 | Messico     | Stati Uniti   | Guatemala   | Bolivia      |
| 2000 | Stati Uniti | Irlanda       | Messico     | Sudafrica    |

### Torneo femminile
| Anno | Campione                                                              | Secondo posto                                                         | Terzo posto                                                           | Quarto posto                                                          |
| ---- | --------------------------------------------------------------------- | --------------------------------------------------------------------- | --------------------------------------------------------------------- | --------------------------------------------------------------------- |
| 1995 | Stati Uniti                                                           | Norvegia                                                              | Australia                                                             | Taipei cinese                                                         |
| 1996 | Stati Uniti                                                           | Cina                                                                  | Giappone                                                              | Canada                                                                |
| 1997 | Stati Uniti                                                           | Italia                                                                | Australia                                                             | Canada                                                                |
| 1998 | Stati Uniti                                                           | Brasile                                                               | Russia                                                                | Messico                                                               |
| 1999 | Stati Uniti                                                           | Brasile                                                               | Finlandia                                                             | Corea del Sud                                                         |
| 2000 | Stati Uniti                                                           | Canada                                                                | Messico                                                               | Corea del Sud                                                         |
| 2001 | Cancellata a causa degli attacchi terroristici dell'11 settembre 2001 | Cancellata a causa degli attacchi terroristici dell'11 settembre 2001 | Cancellata a causa degli attacchi terroristici dell'11 settembre 2001 | Cancellata a causa degli attacchi terroristici dell'11 settembre 2001 |
| 2002 | Stati Uniti                                                           | Australia                                                             | Italia                                                                | Russia                                                                |

## Medagliere

### Torneo maschile
| Squadra     | P | V | 2° | 3° | 4° | Edizioni vincenti |
| ----------- | - | - | -- | -- | -- | ----------------- |
| Stati Uniti | 7 | 3 | 1  | 2  | 1  | 1992, 1995 e 2000 |
| Messico     | 5 | 3 | 0  | 2  | 0  | 1996, 1997 e 1999 |
| Germania    | 1 | 1 | 0  | 0  | 0  | 1993              |
| Irlanda     | 3 | 0 | 2  | 1  | 0  | -                 |
| Bolivia     | 2 | 0 | 0  | 0  | 2  | -                 |
| Brasile     | 1 | 0 | 1  | 0  | 0  | -                 |
| Colombia    | 1 | 0 | 1  | 0  | 0  | -                 |
| Danimarca   | 1 | 0 | 1  | 0  | 0  | -                 |
| Guatemala   | 1 | 0 | 0  | 1  | 0  | -                 |
| Inghilterra | 1 | 0 | 0  | 0  | 1  | -                 |
| Italia      | 1 | 0 | 1  | 0  | 0  | -                 |
| Nigeria     | 1 | 0 | 0  | 0  | 1  | -                 |
| Perù        | 1 | 0 | 0  | 1  | 0  | -                 |
| Portogallo  | 1 | 0 | 0  | 0  | 1  | -                 |
| Sudafrica   | 1 | 0 | 0  | 0  | 1  | -                 |

### Torneo femminile
| Squadra       | P | V | 2° | 3° | 4° | Edizioni vincenti                         |
| ------------- | - | - | -- | -- | -- | ----------------------------------------- |
| Stati Uniti   | 7 | 7 | 0  | 0  | 0  | 1995, 1996, 1997, 1998, 1999, 2000 e 2002 |
| Australia     | 3 | 0 | 1  | 2  | 0  | -                                         |
| Canada        | 3 | 0 | 1  | 0  | 2  | -                                         |
| Brasile       | 2 | 0 | 2  | 0  | 0  | -                                         |
| Corea del Sud | 2 | 0 | 0  | 0  | 2  | -                                         |
| Italia        | 2 | 0 | 1  | 1  | 0  | -                                         |
| Messico       | 2 | 0 | 0  | 1  | 1  | -                                         |
| Russia        | 2 | 0 | 0  | 1  | 1  | -                                         |
| Cina          | 1 | 0 | 1  | 0  | 0  | -                                         |
| Finlandia     | 1 | 0 | 0  | 1  | 0  | -                                         |
| Giappone      | 1 | 0 | 0  | 1  | 0  | -                                         |
| Norvegia      | 1 | 0 | 1  | 0  | 0  | -                                         |
| Taipei cinese | 1 | 0 | 0  | 0  | 1  | -                                         |